# Statistisches Landesamt Berlin
Das Statistische Landesamt Berlin hat bis zum 31. Dezember 2006 als Sonderbehörde des Landes Berlin im Geschäftsbereich der Senatsverwaltung für Inneres gearbeitet. Der Leiter des Landesamtes war gleichzeitig der Landeswahlleiter. Weiteres ist im Gesetz über die Statistik im Land Berlin (Landesstatistikgesetz LStatG) vom 9. Dezember 1992 (GVBl. S. 365) geregelt.
Seit dem 1. Januar 2007 sind das Statistische Landesamt Berlin und die Abteilung Statistik des Landesbetriebes für Datenverarbeitung und Statistik Brandenburg vereint zu einer Anstalt des öffentlichen Rechts mit dem Namen Amt für Statistik Berlin-Brandenburg.
Die letzte Direktorin des Statistischen Landesamtes war von 2003 bis 2006 Ulrike Rockmann. Sie wurde der erste Vorstand bzw. die erste Präsidenten des neu gegründeten Amts für Statistik Berlin-Brandenburg.